# Мерседес Араос
Мерседес Росальба Араос Фернандес (ісп. Mercedes Rosalba Aráoz Fernández; нар. 5 серпня 1961 в окрузі Хесус-Марія, Ліма, Перу) — перуанський економіст, професор університету і політик.
17 вересня 2017 — 2 квітня 2018 року Араос обіймала посаду прем'єр-міністра Перу.

## Освіта
Закінчила Школу Святої Марії в районі Магдалена-дель-Мар перуанської столиці Ліма. Вивчала економіку в Тихоокеанському університеті. Потім навчалася в аспірантурі Університету Маямі, де отримала ступінь магістра економіки.
Араос була координатором магістерських програм в галузі фінансів Вищої школи Тихоокеанського університету (Перу). Директор і редактор журналу Punto de Equilibrio, член Комісії з контролю за викидами і субсидіями INDECOPI.

## Кар'єра
Араос була доцентом з міжнародної економіки в Тихоокеанському університеті і членом Дослідницького центру цього університету. Вона також є професором Дипломатичної академії Перу. Під час своєї професійної кар'єри вона обіймала посаду Голови Комісії зі сприяння експорту та туризму (PROMPERU), Віце-президента Ради національної конкурентоспроможності (PERU COMPITE) і директора Агентства по заохоченню приватних інвестицій (PROMPERU).
В 2005 році, як виконавчий директор Ради національної конкурентоспроможності, розробила Національний план конкурентоспроможності Перу. Раніше як радник заступника міністра зовнішньої торгівлі була членом команди по переговорам щодо угоди про вільну торгівлю між Перу і США.
Араос була головою переговорної групи з політики в області конкуренції в Зону вільної торгівлі в Північній і Південній Америці (FTAA), а також головою переговорної групи з антидемпінгових та компенсаційних обов'язків в FTAA. Вона також була віце-президентом Комісії з контролю за скидами і субсидіями Національного інституту захисту конкуренції та захисту інтелектуальної власності (INDECOPI), консультантом кількох міжнародних організацій, таких як Всесвітній банк, Міжамериканський банк розвитку, Андська корпорація розвитку і ЮНКТАД.
В листопаді 2011 року Араос була призначена представником Міжамериканського банку розвитку в Мексиці і обіймала цю посаду з 1 січня 2012 до 2015 року.

## Урядові посади
28 липня 2006 року Араос була призначена міністром зовнішньої торгівлі та туризму президентом Аланом Гарсіа. За час свого перебування на посаді вона вела переговори про вільну торгівлю з США, Канадою Сінгапуром, Європейським союзом, Китаєм, Японією, Корейської Республікою, Таїландом і Чилі.
Серед досягнень її керівництва в секторі туризму виділяють кампанію по визнанню Мачу-Пікчу серед нових семи чудес світу. Вона обіймала цю посаду в кабінетах прем'єр-міністрів Хорхе дель Кастільо та Еуде Симона. 10 липня 2009 року залишає цю посаду.
В 2006—2010 роках, під час другого уряду Алана Гарсіа, обіймала посади міністра зовнішньої торгівлі і туризму (2006—2009), міністра виробництва (2009) і міністра економіки і фінансів (2010).
На загальних виборах 2016 року було обрано в Конгрес Республіки Перу від правоцентристської партії «Перуанці за зміни». На тих же виборах вона була обрана другим віце-президентом Республіки в списку, очолюваному президентом Педро Пабло Кучинський.
17 вересня 2017 — 2 квітня 2018 року Араос була прем'єр-міністром Перу.